# Lepidasthenia microlepis
Lepidasthenia microlepis är en ringmaskart som beskrevs av Frank Armitage Potts 1910. Lepidasthenia microlepis ingår i släktet Lepidasthenia och familjen Polynoidae. Inga underarter finns listade i Catalogue of Life.